# Be Séries
Be Séries est une chaîne de télévision thématique privée belge à péage dédiée aux séries télévisées.
Be Séries diffuse aussi certaines créations originales Canal+ totalement inédites en Belgique et au Luxembourg ou encore des séries américaines, comme Game of Thrones diffusées en simultané avec HBO.

## Histoire de la chaîne
En 2004, BeTV est créée, et remplace Canal+ Belgique. Le nouveau bouquet compte six chaînes : Be 1, Be 1+1h, Be Ciné 1, Be Ciné 2, Be Sport 1 et Be Sport 2. 
Be Séries a remplacé Be Ciné 2 depuis le 4 septembre 2006 : comme son nom l'indique, la chaîne délaisse le cinéma pour désormais axer sa programmation sur la diffusion de séries télévisées. Une série est diffusée chaque soir à 20h30 et est rediffusée le lendemain vers 22h, tandis que le dimanche est consacré à la diffusion d'intégrales.
Le 29 août 2012, Be Séries commence sa diffusion en haute définition.

## Organisation

### Capital
La chaîne appartient à 100 % au groupe audiovisuel Be tv.